# George Biddell Airy
George Biddell Airy (Alnwick, 27. srpnja 1801. – Greenwich, 2. siječnja 1892.), engleski astronom. Diplomirao (1823.) na Sveučilištu u Cambridgeu gdje je bio profesor astronomije i matematike i ravnatelj zvjezdarnice u Greenwichu (od 1835 do 1881.). Bavio se astrometrijom i optikom. Mjerio srednju gustoću Zemlje, elemente putanja planeta. Postavio model izostazije po kojem čvrsta Zemljina kora pluta na žitkom Zemljinom plaštu veće gustoće i što su planine više, kora dublje tone u plašt (1855.). Član Kraljevskog društva  (eng. Royal Society) od 1836., a njen predsjednik (od 1871. do 1873.). Po njem su nazvani krater na Marsu (Airy) i krater na Mjesecu (Airy). Potpuniju teoriju o dugi razvili su engleski astronom George Biddell Airy (1837.) i austrijski meteorolog Josef Maria Pertner (1897.).

## Izostazija
Izostazija je hidrostatska ravnoteža dijelova Zemljine kore koji plivaju na sloju Zemljina plašta veće gustoće. Težine jediničnoga presjeka stupaca koji se protežu od toga sloja do Zemljine površine jednake su, iako se stupci po svojem sastavu i nadmorskoj visini općenito razlikuju, što znači da je na primjer višak mase vidljiv kao uzvišenje nad morskom razinom kompenziran prosječno manjom gustoćom ispod morske razine. Najmanja dubina jednakoga hidrostatičkoga tlaka naziva se dubina izostatičke plohe, dubina kompenzacije ili površina izostatičkog izjednačenja.
Ideju da je Zemljina površina u stanju ravnoteže iznio je L. da Vinci. Nakon geodetskoga premjera P. Bouguera u Peruu, R. Bošković uveo je 1750. pojam kompenzacije masâ unutar gora, a regionalne poremećaje sile teže tumačio je razlikama gustoće. Pojam izostazije uveo je 1889. američki geolog C. E. Dutton. Geodetski premjer Indije, što ga je izveo britanski geolog G. Everest, potaknuo je razvoj dviju teorija izostazije. Prema teoriji engleskoga arhiđakona J. H. Pratta, slojevi između izostatske plohe i Zemljine površine homogeni su: što je viša topografija, gustoća je manja i obratno. Britanski kraljevski astronom G. B. Airy pretpostavio je da Zemljina kora podno više topografije zaranja dublje u gušći sloj plašta, a podno niže topografije zaranja pliće. U obje teorije, tlak u dubini izostatske plohe podno svakoga sloja jednak je za cijelu Zemlju.
Postoji nekoliko izostatskih modela, koji se primjenjuju u geologiji, geodeziji i geofizici, a razlikuju se u pretpostavci o kompenzaciji masa. Američki geodet J. F. Hayford variranjem Prattova modela dobio je dubinu kompenzacije od 1 127 kilometra. Finski geofizičar Weikko Aleksanteri Heiskanen (1895. – 1971.) za osnovu svojega modela uzeo je Airyjev.

## Duga
Duga je česta optička pojava u Zemljinoj atmosferi u obliku jednog ili više obojenih kružnih lukova, koja nastaje jednostrukim ili višestrukim lomom i odbijanjem zraka svjetlosti u kapljicama kiše. Pojava se obično vidi na zastoru kišnih kapi kada promatrač stoji okrenut leđima Suncu i gleda u smjeru toga zastora. Spektralne boje duge poredane su od crvene na vanjskom rubu do plave na unutarnjem rubu. Kod sekundarne duge, kada se zraka svjetlosti dvaput odbija na unutarnjoj površini kapljice, poredak boja obrnut je, a jačina duge slabija. Središte luka leži na crti koja spaja promatračevo oko s izvorom svjetlosti, i to tako da otklon crvene zrake, zbog loma i odbijanja, iznosi 42°, a za plavu zraku 40°, pa se pod tim kutovima i vidi luk glavne duge. Unutarnji luk sekundarne duge vidi se pod kutom od 52°. Duga se može pojaviti i na maglenim kapljicama, raspršenim kapljicama vodopada i na kapljicama rose (bijela duga). Djelomično tumačenje glavne duge dao je već u 16. stoljeću Markantun de Dominis, nešto poslije potpuno tumačenje dali su Rene Descartes i Isaac Newton. Potpuniju teoriju o dugi razvili su engleski astronom George Biddell Airy (1837.) i austrijski meteorolog Josef Maria Pertner (1897.).
Duga je optička i meteorološka pojava višebojnog luka na nebu koji nastaje kada Sunčeva svjetlost obasjava sitne kapljice vode u atmosferi. Boje u dugi čine kontinuirani spektar s crvenom na vanjskoj i ljubičastoj na unutarnjoj strani luka, ali se tradicionalno obično navode kao crvena, narančasta, žuta, zelena, plava, modra i ljubičasta ("sedam duginih boja").